# 佩米斯科特縣 (密蘇里州)
佩米斯科特县（英語：Pemiscot County）是美國密蘇里州東南部的一個縣，東隔密西西比河與田納西州相望，南鄰阿肯色州。面積1,327平方公里。根據美國2000年人口普查，共有人口20,047人。縣治卡拉瑟斯維爾（Caruthersville）。
成立於1851年2月19日。縣名來自同名的長沼。